# Djamilli (Khodjaly)
Djamilli est un village de la région de Khodjaly en Azerbaïdjan.

## Histoire
En 1992-2020, Djamilli était sous le contrôle des forces armées arméniennes. En 2020, au cours de la deuxième guerre du Haut-Karabagh, la région de Khodjaly, y compris le village de Djamilli est passé sous le contrôle des forces azerbaïdjanaises.

## Géographie
Le village de Djamilli de la région de Khodjaly est situé dans la circonscription administrative du village de Djamilli.